# Rosa Vercellana
 (juin 2019).
Si vous disposez d'ouvrages ou d'articles de référence ou si vous connaissez des sites web de qualité traitant du thème abordé ici, merci de compléter l'article en donnant les références utiles à sa vérifiabilité et en les liant à la section « Notes et références ».

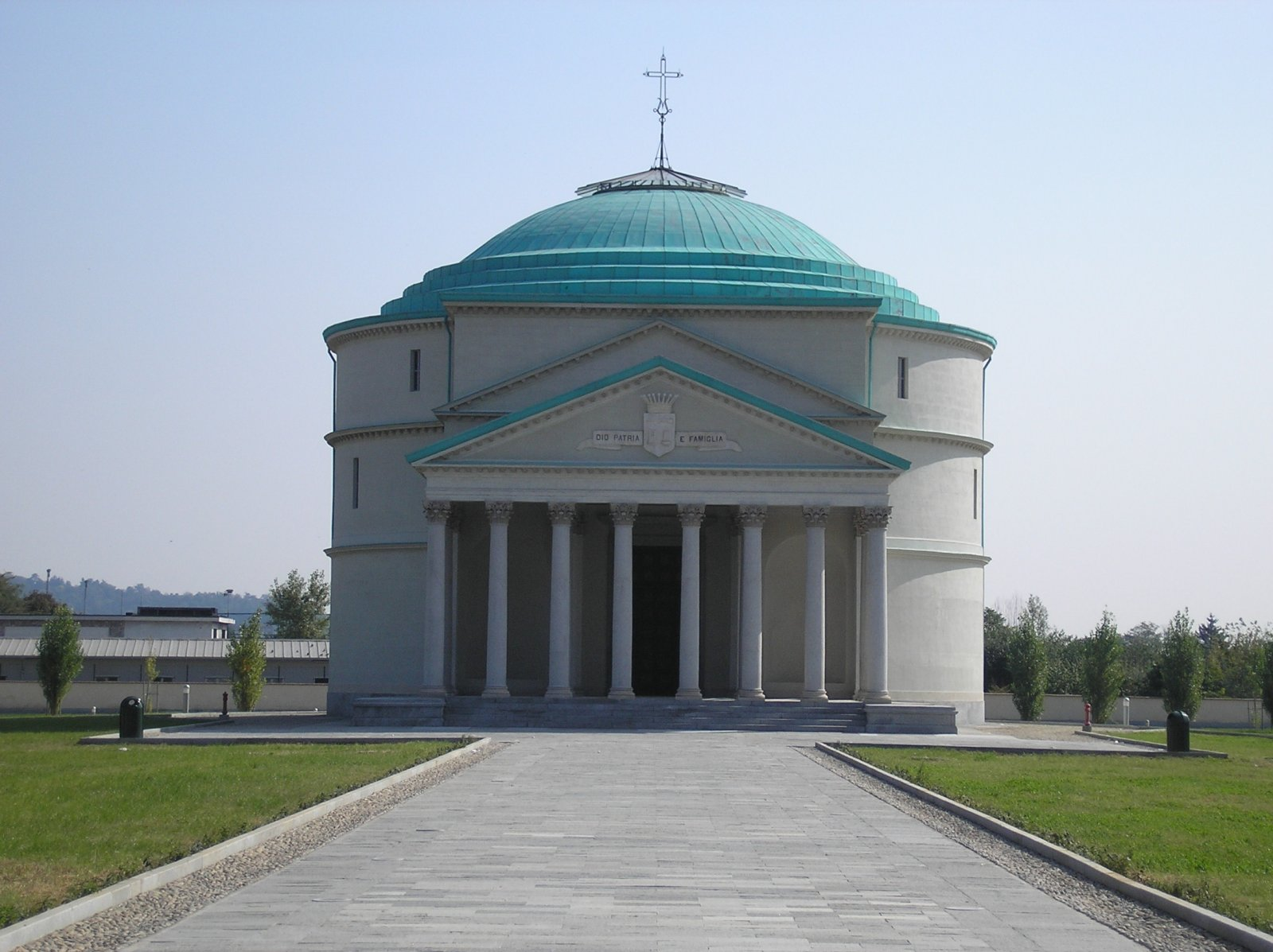
Mausolée de La Bela Rosin (1886-1888).

Rosa Vercellana, surnommée La Bella Rosina en italien ou La Bela Rosin en piémontais, née le 11 juin 1833 à Nice (alors dans la province de Nice du royaume de Sardaigne) et morte le 26 décembre 1885 à Pise, fut la maîtresse, puis l'épouse morganatique du roi d'Italie Victor-Emmanuel II, qui lui accorda le titre de comtesse de Mirafiori et Fontanafredda.

## Biographie
Rosa Vercellana était la fille de Giovanni Battista Vercellana, membre de la Garde impériale napoléonienne, mais, en 1814, il refusa de suivre Napoléon Ier, échappé de l'île d'Elbe, et se joignit aux grenadiers de l'armée du roi de Sardaigne, Charles-Albert de Sardaigne, avec le grade honorifique de tambour-major. Rosa avait deux frères: Adélaïde et Dominique. Rosina a été baptisée du nom de Maria Rosa Chiara Teresa Aloisia le 15 juin 1833 à l'église Saint-Jacques-le-Majeur de Nice.
Rosa Vercellana rencontra pour la première fois Victor-Emmanuel II en 1847, lorsque sa famille déménagea au château royal de Racconigi, où son père y dirigeait la garnison militaire. Le futur roi d'Italie, encore prince héritier, âgé de 27 ans, était marié à l'archiduchesse Adélaïde d'Autriche depuis 1842. Cette relation amoureuse déclencha un certain émoi et de l'hostilité à la cour, mais Victor-Emmanuel ne céda pas à la pression. 
En 1855, la reine Marie-Adélaïde décéda. Le 11 avril 1858, il éleva Rosa au rang de comtesse de Mirafiori et Fontanafredda et lui acheta le château de Sommariva Perno. 
Victor-Emmanuel et Rosa Vercellana eurent deux enfants, que le roi reconnut et auxquels il donna le surnom de Guerrieri, Vittoria Guerrieri (2 décembre 1848-1905) et Emmanuel Guerrieri de Mirafiori (16 mars 1851-23 décembre 1894).
En 1858, il nomma Rosa comtesse de Mirafiori et Fontanafredda par décret royal et  il l'installa en 1863, dans les appartements royaux du Borgo Castello, situé dans le parc naturel de La Mandria, près de Venaria Reale. Cette résidence, qui n'appartenait pas à la Couronne, mais faisait partie du patrimoine privé du roi, resta le lieu favori du couple, parce que Victor-Emmanuel II aimait y chasser et s'y réfugier pour échapper à la vie de la cour.
En 1864, Rosina suivit le roi à Florence, où ils s'installèrent dans la villa « La Petraia ». 
En 1869, le roi tomba malade et, craignant la mort, s'unit par un mariage morganatique à Rosa Vercellana. La cérémonie religieuse eut lieu le 18 octobre de cette année. Elle installa dans la Villa Mirafiori dans ce periode. Le mariage fut aussi célébré par une cérémonie civile, le 7 octobre 1877, à Rome. Victor-Emmanuel mourut trois mois plus tard, le 9 janvier 1878.
Rosa Vercellana passa les dernières années de sa vie dans le palais de Pise Beltrami, que le roi avait acheté pour leur fille Vittoria, et y mourut en 1885.
La maison de Savoie interdit l'enterrement de la dépouille de Rosa au Panthéon, car Rosa n'avait jamais porté le titre de reine. Pour cette raison, et au mépris de la cour royale, les enfants édifièrent à Turin, entre 1886 et 1888, une copie du Panthéon à petite échelle, appelée le mausolée de la Bela Rosin.
Les restes de Rosa ont ensuite été transférés en 1972 dans le Cimetière monumental de Turin. Isolée et méprisée par les nobles, Rosa Vercellana était plutôt aimée par le peuple pour ses origines paysannes : on dit que la chanson populaire du Risorgimento La bella Gigogin faisait en réalité allusion à elle.